# Премія «Люм'єр» (24-та церемонія)
24-та церемонія вручення Премії «Люм'єр» французької Академії «Люм'єр» відбулася 4 лютого 2019 в Інституті арабського світу в Парижі. Номінантів було оголошено 17 грудня 2018 року.
Найкращим фільмом 2018 року визнано роботу Жака Одіара «Брати Сістерс». Загалом стрічка здобула три нагороди, в тому числі за найкращу режисерську роботу.

## Фільми з найбільшою кількістю номінацій та нагород
| Фільм                      | Номінації | Перемоги |
| -------------------------- | --------- | -------- |
| • «Брати Сістерс»          | 4         | 3        |
| • «Мадемуазель де Жонк'єр» | 4         | —        |
| • «Опіка»                  | 4         | 1        |
| • «Опіканець»              | 4         | 1        |
| • «Гі»                     | 3         | 2        |
| • «Лоскоти»                | 3         | —        |
| • «Щось не так з тобою»    | 3         | 1        |
| • «Шахерезада»             | 3         | —        |
| • «Аманда»                 | 2         | —        |
| • «Дикий»                  | 2         | —        |
| • «Дикі хлопчаки»          | 2         | —        |
| • «Екстаз»                 | 2         | —        |
| • «Наші битви»             | 2         | —        |
| • «Неможливе кохання»      | 2         | —        |
| • «Перший рік»             | 2         | —        |

## Список лауреатів та номінантів
| Найкращий фільм | Найкращий режисер |
| --- | --- |
| ★ «Брати Сістерс» / Les Frères Sisters (реж.: Жак Одіар) - «Аманда» / Amanda (реж.: Мікаель Ерс) - «Гі» / Guy (реж.: Алекс Лутц) - «Мадемуазель де Жонк'єр» / Mademoiselle de Joncquières (реж.: Еммануель Муре) - «Опіканець» / Pupille (реж.: Жанна Еррі)                                                                              | ★ Жак Одіар — «Брати Сістерс» - Жанна Еррі — «Опіканець» - Ксав'є Легран — «Опіка» - Гаспар Ное — «Екстаз» - П'єр Сальвадорі — «Щось не так з тобою» |
| Найкращий актор | Найкраща акторка |
| ★ Алекс Лутц — «Гі» - Ромен Дюріс — «Наші битви» - Венсан Лакост — «Аманда» - Венсан Лендон — «На війні» - Дені Меноше — «Опіка» | ★ Елоді Буше — «Опіканець» - Сесіль де Франс — «Мадемуазель де Жонк'єр» - Леа Дрюкер — «Опіка» - Вірджинія Ефіра — «Неможливе кохання» - Мелані Тьєррі — «Біль» |
| Найперспективніший актор | Найперспективніша акторка |
| ★ Фелікс Маріто — «Дикий» - Антоні Бажон — «Молитва» - Вільям Лебгіль — «Перший рік» - Андранік Мане — «Мої провінціали» - Ділан Робер — «Шахерезада» | ★ Офелі Бо — «Мектуб, моя любов» - Галатея Беллуджі — «Явище» - Андреа Бескон — «Лоскоти» - Жанна Коенді — «Помри, але зроби» - Кенза Форта — «Шахерезада» |
| Найкращий дебютний фільм | Найкращий кіносценарій |
| ★ «Опіка» / Jusqu'à la garde (реж. Ксав'є Легран) - «Дикий» / Sauvage (реж. Каміль Відаль-Наке) - «Дикі хлопчаки» / Les Garçons sauvages (реж. Бертран Мандіко) - «Лоскоти» / Les Chatouilles (реж. Андреа Бескон, Ерік Метає) - «Шахерезада» / Shéhérazade (реж. Жан-Бернар Марлін)                                                     | ★ П'єр Сальвадорі, Бенуа Граффін, Бенжамен Шарбі — «Щось не так з тобою» - Андреа Бескон, Ерік Метає — «Лоскоти» - Жанна Еррі — «Опіканець» - Тома Лілті — «Перший рік» - Еммануель Муре — «Мадемуазель де Жонк'єр»                                                      |
| Найкращий франкомовний фільм | |
| ★ «Дівчина» / Girl, реж. Лукас Донт, Бельгія / Нідерланди - «Капернаум» / کفرناحوم (Capharnaüm), реж. Надін Лабакі, Ліван - «Кріс швейцарський» / Chris the Swiss, реж. Аня Кофмель, Швейцарія - «Наші битви» / Nos batailles, реж. Гійом Сене, Бельгія / Франція - «Образа» / L'Insulte, реж. Зіад Дуері, Ліван, Франція                | |
| Найкращий оператор | Найкраща музика до фільму |
| ★ Бенуа Дебі — «Брати Сістерс» - Бенуа Дебі — «Екстаз» - Лоран Десме — «Мадемуазель де Жонк'єр» - Жульєн Ірш — «Один король — одна Франція» - Давид Унгаро — «Край світу» | ★ Венсан Бланшар, Ромен Грефф — «Гі» - Камілль Базба — «Щось не так з тобою» - Александр Деспла — «Брати Сістерс» - П'єр Деспра — «Дикі хлопчаки» - Грегуар Етзель — «Неможливе кохання»                                                                                 |
| Найкращий документальний фільм | Найкращий анімаційний фільм |
| ★ «Дорога Самуні» / La strada dei Samouni (реж. Стефано Савона) - «Жодна людина не є островом» / Nul homme n'est une île (реж. Домінік Марше) - «Кассандро, екзотико!» / Cassandro, the Exotico! (реж. Марі Лозьє) - «Кожен момент» / De chaque instant (реж. Ніколя Філібер) - «Перші солодощі» / Premières solitudes (реж. Клер Симон) | ★ «Ділілі в Парижі» / Dilili à Paris (реж. Мішель Осело) - «Астерікс і таємне зілля» / Astérix : Le Secret de la potion magique (реж. Луї Кліші, Александр Астьє) - «Мутафуказ» / Mutafukaz (реж. Седзіро Нісімі, Гійом Ренар - «Пачамама» / Pachamama (реж. Хуан Антін) |
| Почесна премія | |
| ★ Клод Лелуш та Анук Еме (за фільм «Чоловік і жінка») ★ Джейн Біркін | |